# Pishtaco

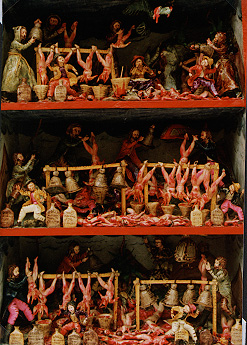
Pistaku, retablo ayacuchano.

El pishtaco (también llamado nakaq o lagarto) es un personaje mitológico de la tradición andina, especialmente en Perú. En algunos lugares de los Andes, el pishtaco es llamado kharisiri.  La palabra pishtaco proviene del quechua pishtay (decapitar, degollar o cortar en tiras) [pishtay > pishtakuy> pishtakuq > pishtaco]. La leyenda del pishtaco o pishtakuq como asesino "degollador", surge entre la población de los Andes Centrales peruanos (Junín, Huánuco, Pasco, Ancash y la sierra de Lima), además de Ayacucho, Huancavelica y Cusco en las épocas de construcción de ferrocarriles, carreteras o explotación minera intensiva.

## La leyenda
Según Tauro del Pino en su diccionario enciclopédico del Perú se trataría de un bandolero - el cual visitaría las provincias - cuya ocupación es la de asaltar mujeres u hombres solitarios. Principalmente, el pishtaco degüella a sus víctimas para sacarles la grasa y venderla, así como comer su carne en forma de chicharrones. O bien las entierra, a veces con vida, para fecundar la tierra o dar solidez a las construcciones.
La preocupación por la grasa corporal tiene una larga tradición en la región andina, al punto que los indígenas prehispánicos le rendían culto en la forma del dios Viracocha (literalmente "mar de grasa" en quechua). También es natural para los campesinos pobres ver a la gordura y al exceso de grasa corporal como una señal de vida, buena salud, fuerza y belleza. Se creía que muchas enfermedades tienen su origen en la pérdida de grasa corporal, por lo que la delgadez extrema era despreciada. Tomando en cuenta esto, la práctica de los conquistadores de tratar sus heridas con la grasa corporal de los indígenas muertos en batalla horrorizó a estos.
La figura del pishtaco aparece desde muy antiguo en la tradición quechua, ya en épocas prehispánicas se tienen noticias de sicarios enviados por los grupos de poder o por etnias rivales para eliminar a personajes importantes o simplemente diezmar la población.
La leyenda en su forma actual se remonta a la conquista española de América del Sur.
Los indígenas andinos temían a los misioneros españoles, pues los consideraban pishtacos y creían que mataban personas para sacarles su grasa, con la cual engrasaban las campanas de las iglesias para que suenen mejor.
Ricardo Palma menciona en sus Tradiciones Peruanas (Los Barbones) la figura del pishtaco o naqak en Cuzco, narra la agresión que los indígenas cuzqueños infringieron a un grupo de betlemitas acusándolos de pishtacos, pues a decir de estas personas los buenos frailes secuestraban personas a quienes extraían la grasa para elaborar los ungüentos con que curaban en el hospital que ellos tenía al costado de su iglesia y monasterio.
En la actualidad, leyendas similares afirman que las maquinarias de un ingenio azucarero necesitan grasa humana como lubricante, o que los motores a reacción de los aviones no pueden arrancar sin una gota de grasa humana.
La creencia del pishtaco ha afectado a los programas internacionales de asistencia, haciendo que varias comunidades rechacen al programa estadounidense Food for Peace por el temor que su verdadero propósito era engordar a los niños para luego matarlos y extraerles su grasa. Los indígenas han atacado a los geólogos que efectuaban registros en el altiplano de Perú y Bolivia, al confundirlos con pishtacos. El trabajo de los antropólogos se ha visto limitado, ya que se rumoreó que las mediciones de los pliegues de grasa corporal eran parte de un plan para seleccionar a los individuos más gordos y que luego serían víctimas de los pishtacos. En 2009, la leyenda del pishtaco fue citada como un posible factor contribuyente en la supuesta creación por parte de la Policía Nacional del Perú de una historia sobre una banda que mató a 60 personas para extraerles su grasa corporal.
Una rápida revisión al imaginario colectivo de los Andes nos dará en claro algunos puntos comunes que constituyen la personalidad del pishtaco.

## Su aspecto
Generalmente de raza andina pero puede ser blanco, mestizo o incluso negro (los pishtacos negros eran obligados), tienen la barba descuidada y cuerpo fornido (fuerte).

## Su modus operandi
El pishtaco es un bandolero solitario, carece de compañía o apoyo, si es capturado por la población se matará sin duda a fin de no revelar sus secretos; no así si lo capturan las autoridades pues se cree que actúa bajo el amparo del gobierno como un agente secreto. Actúa protegido por la soledad de los caminos que unen los pueblos, ataca a personas solas que viajan distraídamente; las espera en un recodo del camino y las degüella inmediatamente sin darles posibilidad de defensa. Para ello utiliza una especie de cuchillo curvo muy afilado y grueso que esconde entre sus ropas.

## Las víctimas
El pishtaco no mata por el gusto de hacerlo, ni tampoco indiscriminadamente; ataca sólo a personas de bajos recursos, viajeros; al poblador común; se cree que es enviado por alguien poderoso, probablemente un extranjero, con un fin específico. Los cadáveres de sus víctimas son utilizados para extraerles la grasa y utilizarla en diversas cosas. Se han recopilado versiones bastante dispares sobre el uso de esta grasa humana (como lubricante para maquinarias de alta tecnología, para preparar jabones finos, ungüentos curativos, cremas de belleza, incluso combustible para aeronaves y cohetes espaciales), al parecer todas las versiones confluyen en la extracción de la grasa del cuerpo para comercializar con ella.
Se dice que los colonizadores asentados en la zona andina asesinaban a pobladores comunes bajo cargos de herejía o desacato.
Sin embargo, estas son las únicas referencias que se tiene sobre este personaje ya que casi nunca se le ha visto. 
Uno de los más extendidos es que el pishtaco no andaba solo, siempre eran dos o más.
Los pishtacos, cuentan los pobladores, que eran enviados del Vaticano (Roma) o personajes de poder,  sus víctimas eran personas bien alimentadas, pero que vivían solas o que encontraban en lugares solitarios, para que no imaginaran lo que realmente pasó con aquel individuo.
Una vez muerta la persona, la llevaban a una caverna para luego colgarla y quemarla. Debajo ponían unos recipientes para recolectar la grasa de la persona. Esta grasa posiblemente era usada por la Santa Iglesia en Roma o en grandes inventos. Se desconoce para qué fines era usada la grasa.
Como prueba de la existencia de este personaje, se utiliza el argumento de que se han encontrado estacas en cavernas donde quemaba a sus víctimas por los andinos

## Un asesino protegido
Si bien el pishtaco actúa de manera solitaria, recibe apoyo indirecto. La población está convencida de que el pishtaco es un agente del gobierno o que - pudiendo ser enviado de un país extranjero - cuenta con el respaldo de los poderes locales haciendo que este pueda gozar de total impunidad. Es esta la principal causa por la que la gente no se ha animado a denunciarlos, pues temen que al hacerlo sean castigados o desaparecidos por atentar contra los intereses económicos del estado. En el segundo gobierno de Manuel Prado, estuvo de moda escuchar los relatos breves o noticias de la aparición de pishtacos; coincidentemente se realizaban invasiones en los arenales periféricos de Lima, los reclamos sindicales y diversos movimientos de campesinos, reivindicando la posesión de tierras que las trabajaban.

## Evolución del personaje
La imagen del pishtaco ha evolucionado dentro del imaginario colectivo, desde un sicario indígena durante el incario, hasta un gringo habilidoso en el oficio de degollar semejantes; pasando por tipos europeos. Al parecer refleja una metáfora con respecto a la explotación foránea de los lugareños.

## En la cultura popular
La figura del pishtaco está muy presente en la novela Lituma en los Andes de Mario Vargas Llosa. En el libro, dos agentes de la Guardia Civil investigan la desaparición de tres hombres, intentando determinar si fueron asesinados por los terroristas de Sendero Luminoso o por monstruos mitológicos.
También se hace personaje en el cuento homónimo de Dante Castro.[cita requerida]
El Grupo Teatral Yuyachkani, uno de los mejores exponentes del teatro peruano contemporáneo, hace referencia en algunas de sus obras a esta figura, como, por ejemplo, en Contraelviento.[cita requerida]
Los pishtacos fueron los principales impulsores y antagonistas de la trama en el episodio de la novena temporada "La Purga" de la serie de televisión Supernatural, donde un hombre humano se casa con una mujer pishtaco y los dos comienzan un retiro de pérdida de peso para que la mujer pueda mantenerse mientras ayuda a quienes deseaba perder peso, solo para que su hermano decidiera que prefería matar a aquellos de quienes se alimentaba. Un chiste menor fue la casi homofonía de la palabra "pishtaco" con la frase "fishtaco (taco de pescado)".
Los pishtacos también aparecen en la novela de Gail Carriger "Competence", el tercer libro de su serie Custard Protocol. La tripulación de las natillas manchadas viaja a los Andes peruanos en busca de una supuesta raza de vampiros recién descubierta que está al borde de la extinción. Los pishtacos en esta historia se describen como muy altos, increíblemente delgados, de cabello blanco y ojos rojos con un solo diente columnar para chupar grasa en lugar de los dientes caninos alargados tradicionales de vampiros para chupar sangre. Aprendemos que esta apariencia es el resultado de la transformación de humano a pishtaco cuando Rue, que puede robar la forma de un sobrenatural temporalmente, toma la forma de un pishtaco e inmediatamente comienza a cambiar de apariencia. Los pishtacos en esta historia también se alimentan no de sangre, sino de grasa.
También en Shadow of the Tomb Raider como criaturas míticas que cazan la organización de Trinity.
Una figura similar, el sacamantecas, figura en el imaginario popular castellano en los cuentos con los que se metía miedo a los niños. Caso similar con el Tío Saín.

### Cuentos del pishtaco en quechua
- S. Hernán AGUILAR: Kichwa kwintukuna patsaatsinan. AMERINDIA n°25, 2000. Pishtaku 1, Pishtaku 2 (en quechua ancashino, con traducción española)
- RUNASIMI.de: Nakaq (Nak'aq). Wañuchisqanmanta wirata tukuchinkus rimidyuman. Recopilado por Alejandro Ortiz Rescaniere en 1971, contado por Aurelia Lizame (25 años), comunidad de Wankarama / Huancarama, provincia de Andahuaylas, departamento del Apurímac. Alejandro Ortiz Rescaniere, De Adaneva a Inkarri: una visión indígena del Perú. Lima, 1973. pp. 164-165 (en quechua ayacuchano).

### En inglés
- Weismantel, Mary J. (2001). Cholas and pishtacos: stories of race and sex in the Andes. University of Chicago Press. ISBN 0-226-89154-2.
- Gow, Peter (2001). An Amazonian myth and its history. Oxford University Press. ISBN 0-19-924196-1.
- Benson, Elizabeth P.; Anita Gwynn Cook (2001). Ritual sacrifice in ancient Peru. University of Texas Press.
- Vásquez del Aguila, Ernesto (2007). Pishtacos: Myth, Rumor, Resistance and Structural Inequalities in Colonial and Modern Peru. Nueva York: Columbia University-Mailman School of Public Health. Archivado desde el original el 22 de septiembre de 2008. Consultado el 20 de noviembre de 2009.

- Marrin, Albert (1986). Aztecs and Spaniards: Cortés and the conquest of Mexico. Atheneum. p. 76. ISBN 0-689-31176-1. Consultado el 22 de noviembre de 2009. «Melted fat taken from the body of a dead Indian was then used to soothe the raw wound.»

- McLagan, Jennifer; Leigh Beisch (2008). Fat: An Appreciation of a Misunderstood Ingredient, with Recipes. Ten Speed Press. p. 216–217. ISBN 1-58008-935-6. Consultado el 22 de noviembre de 2009.

- Franco, Jean; Mary Louise Pratt; Kathleen Elizabeth Newman (1999). Critical passions: selected essays. Post-contemporary interventions. Duke University Press. ISBN 0-8223-2248-X. Consultado el 22 de noviembre de 2009. -->

- Gow, Peter (2001). An Amazonian myth and its history. Oxford University Press. ISBN 0-19-924196-1.

- Kristal, Efraín (1999). Temptation of the Word: The Novels of Mario Vargas Llosa. Vanderbilt University Press. p. 192. Consultado el 23 de noviembre de 2009.

- Nordstrom, Carolyn; Antonius C. G. M. Robben (1995). Fieldwork under fire: contemporary studies of violence and survival. University of California Press. ISBN 0-520-08994-4. Consultado el 23 de noviembre de 2009.

- Scheper-Hughes, Nancy (1993). Death without weeping: the violence of everyday life in Brazil. University of California Press. ISBN 0-520-07537-4. Consultado el 23 de noviembre de 2009.